# 龍巍生明
龍巍 生明（りゅうぎ たかあき、1976年6月17日 - ）は、岡山県総社市出身で放駒部屋に所属した元大相撲力士。本名は守安 年章（もりやす としあき）。高梁市に居住していた時期もあるため、高梁市出身を自称する場合もある。
身長191cm、体重134kg。血液型A型。星座は双子座。
得意技は右四つ、上手投げ。最高位は幕下2枚目（2008年10月現在）。

## 来歴
1992年（平成4年）3月水野（みずの）の四股名で初土俵。
1993年（平成5年）3月には、四股名を魁松山 巧瞭（かいしょうざん たかあき）に改名。
さらに1999年（平成11年）の初場所・春場所では一時的に四股名の読みを「かいしょうやま」とする。
2004年（平成16年）の秋場所に、自己最高位（2008年10月現在）である幕下2枚目に昇進する。
2005年（平成17年）の名古屋場所に現在の四股名に改名した。
2009年（平成21年）の秋場所を最後に現役を引退。